# Andy Johnson (futbolista galés)
Andrew James Johnson (Bristol, Inglaterra, 2 de mayo de 1974) es un exfutbolista galés. Juega de volante y su primer equipo fue Norwich City.

## Selección nacional
Ha sido internacional con la Selección nacional de fútbol de Gales, ha jugado 14 partidos internacionales.

## Clubes
| Club                 | País                  | Año       |
| -------------------- | --------------------- | --------- |
| Norwich City         | Bandera de Inglaterra | 1992-1997 |
| Nottingham Forest    | Bandera de Inglaterra | 1997-2001 |
| West Bromwich Albion | Bandera de Inglaterra | 2001-2006 |
| Leicester City       | Bandera de Inglaterra | 2006-2007 |
| Barnsley FC          | Bandera de Inglaterra | 2007-     |

- Datos: Q3616274